# Бенашвили, Нина Ивановна
Нина Ивановна Бенашвили (груз. ნინა ივანეს ასული ბენაშვილი) (9 апреля 1916, Тифлис — 29 января 1993) — советский и грузинский корреспондент, следователь и сценарист. Заслуженный работник культуры Грузинской ССР.

## Биография
Родилась 9 апреля 1916 года в Тифлисе. В 1930 году поступила на экономический факультет ТифлГУ, который она окончила в 1935 году, затем окончила годичные курсы журналистов и впоследствии заочно юридический факультет того же самого университета. С 1935 по 1938 год работала в должности следователя по борьбе с детской беспризорностью, затем специальным корреспондентом журнала Техника молодёжи, а также в Совинформбюро. В качестве сценаристки написала ряд сценариев к мультфильмам, научно-популярным и документальным фильмам, из которых экранизировано 15.
Скончалась 29 января 1993 года.

Вахтанг Бахтадзе со сценаристом Н. И. Бенашвили создал образ современного юного героя, пытливого умельца Самоделкина, друга и советчика детворы в фильмах: «Приключения Самоделкина», «После гудка», «Самоделкин-спортсмен», «Самоделкин в космосе», «Самоделкин под водой», «Самоделкин на выставке», «Подарок Самоделкина».
— Кино: Энциклопедический словарь, М. Советская энциклопедия, 1987, с.39.

## Фильмография

### Сценаристка
- 1957 — Приключения Самоделкина
- 1959 — После гудка
- 1962 — Самоделкин-спортсмен
- 1964 — Нарцисс
- 1965 — Отважный Важа
- 1966 — Три соседа
- 1968 — О мода, мода
- 1970 — Ещё раз о моде
- 1971 — Самоделкин в космосе
- 1972 — Новолуние
- 1973 — Игра в домики
- 1975 — Девочка и гусь
- 1977 — Самоделкин под водой
- 1979 — Фантазия
- 1980 — Самоделкин на выставке
- 1983 — Подарок Самоделкина